# Bernardo Zamagna

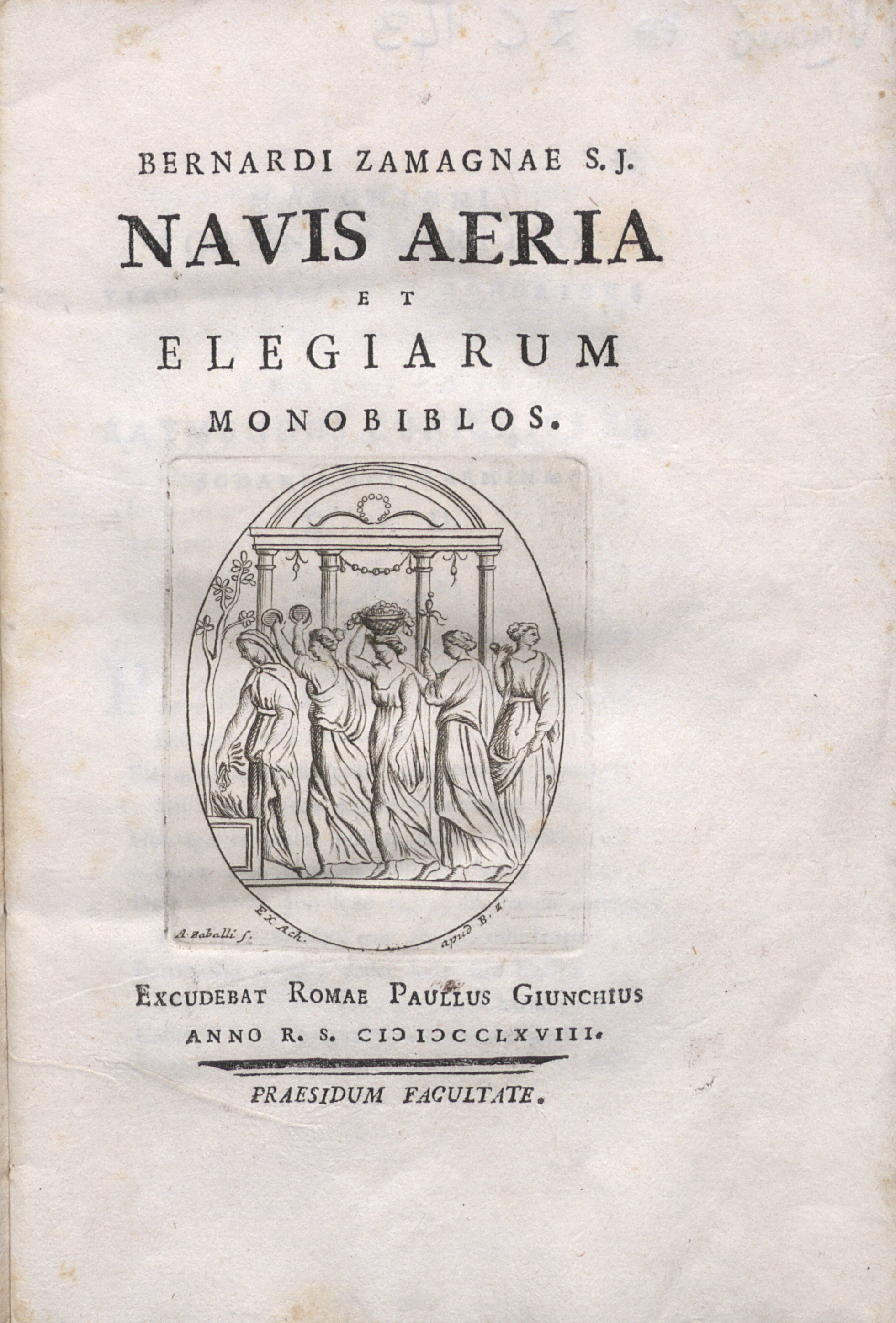
Navis aeria

Bernardo Zamagna (Ragusa, 5 novembre 1735 – Ragusa, 20 aprile 1820) è stato un gesuita, poeta e teologo dalmata nato nella storica famiglia nobiliare Ragusea dei Zamagna.

## Biografia
Dopo aver studiato in un istituto di Gesuiti, a diciott'anni si trasferì a Roma per studiare ed iniziare il suo noviziato a Sant'Andrea al Quirinale. Al termine dei primi due anni di studio prese i voti e continuò a studiare sotto gli insegnanti ragusani Raimondo Cunich e Ruggiero Giuseppe Boscovich. Dopo aver concluso i suoi studi a Roma, andò a vivere a Siena.
Poeta e scienziato con una passione per l'astronomia, a soli vent'anni pubblicò un poema in latino "De aucupio accipitris" (La caccia dello sparviero), presto ripubblicato in Germania. In seguito tradusse in latino l'Odissea nel 1777 ("Homeri Odyssea Latinis Versibus Expressa"), questa edizione fu dedicata, con una lunga lettera di esametri latini, al Granduca Pietro Leopoldo di Toscana, alla corte del quale Zamagna era stato spedito dal Senato di Ragusa.
Scrisse anche dei commentari a Esiodo e Teocrito (Parma 1768), Catullo, Tibullo e Properzio. Rifiutò la cattedra di greco all'università di Milano, offertagli da Maria Teresa d'Austria. Nel 1783 ritornò invece a Ragusa, in Dalmazia, dove morì il 20 aprile del 1820.

## Opere
- (LA) Bernardo Zamagna e Raimondo Cunich, Bernardi Zamagnae e Societate Jesu Echo libri duo. Selecta Graecorum Carmina versa latine a Raymundo Cunichio ex eadem societate, Romae, Komarek, 1764. URL consultato il 7 agosto 2015.
- (LA) Bernardo Zamagna, Navis aeria, Romae, Paolo Giunchi, 1768. URL consultato il 23 febbraio 2015.
- (LA) Bernardo Zamagna, Homeri Odyssea latinis versibus expressa a Bernardo Zamagna Ragusino, Senis, Pazzini, 1777. URL consultato il 7 agosto 2015.
- (EL, LA) Θεοκρίτου, Μόσχου και Βίωνος εἰδύλλια πάντα, traduzione di Bernardo Zamagna, Parmae, in aedibus Palatinis, typis Bodonianis, 1792. URL consultato il 7 agosto 2015.
- (LA)  Bernardo Zamagna, Opera omnia Hesiodi Ascrei..., Parmae, 1797.
- Bernardo Zamagna, Elegie sacre latine sulle principali feste di Maria Vergine..., Genova, dalla tipografia Ponthenier, 1825. URL consultato il 7 agosto 2015.